# Frank Licari
Frank Licari (nacido el 7 de julio de 1972), es un actor, escritor, director y productor canadiense que ha aparecido en varias películas como Spiral: From The Book of Saw y series de televisión como Blue Bloods y The Hardy Boys. También es conocido por ser el anfitrión de "On the Town in The Palm Beaches with Frank Licari" en South Florida PBS y ha sido nominado a dos premios Emmy. Antes de su carrera como actor, Licari fue un Hombre Azul para la obra Blue Man Group, ganadora del premio Obie y Drama Desk. Ha sido invitado en varios programas de televisión como Blue Bloods (CBS), The Resident (FOX), Bloodline (Netflix), Graceland (USA), Jessica Jones (Netflix), Nashville (ABC) y Burn Notice (USA). Licari también ha tenido papeles secundarios en películas junto a Tom Cruise, Giovanni Ribisi y Kate Mansi.

## Vida temprana
Frank Licari was born in Guelph, Canada, on July 7, 1972. His education concluded at American Musical and Dramatic Academy. On October 4, 2014, Licari married Natasha Sherritt, and they have one child.

### Carrera
Frank Licari es un profesional versátil que ha trabajado en varios campos de la industria del entretenimiento. Comenzó su carrera como actor a principios de la década de 1990 en el teatro de Nueva York, donde actuó en numerosas obras Off-Off Broadway. Posteriormente, apareció en varias películas y programas de televisión, incluyendo Trigger Happy, El abogado del diablo, Dellaventura y The Hardy Boys.
Además de actuar, Licari también es un escritor y dramaturgo consumado. Ha ganado varios premios por su escritura, incluyendo "Mejor obra original" en el Festival de Teatro Sears en Canadá en 1991 y "Mejor obra de un acto" en el Festival de Teatro de One-Act de The Village Gate en Nueva York en 1993. Ha escrito y creado varios programas y películas de televisión, como Walt Before Mickey, A Date with Aaditi, Click Flirt Love y Festive Cooking with Maneet para la red de televisión TV Asia.
Además de su trabajo en actuación y escritura, Licari ha estado involucrado en la producción de varios programas de premiación, como The Palm Beaches Student Showcase of Films Awards Show y On the Town in The Palm Beaches con Frank Licari en South Florida PBS. Recientemente escribió las bio-documentales Jose Feliciano: Detrás de esta guitarra e Ice Ice Baby - El primer éxito global de Hip Hop #1.
Frank Licari es un director y productor con amplia experiencia en teatro, televisión y cine. Comenzó su carrera en 1995 como director de teatro y desde entonces ha dirigido numerosas obras de teatro, espectáculos de comedia y producciones de teatro musical. Licari también ha producido más de 200 producciones teatrales y de comedia, así como programas de televisión como Web Series, Comedy Doctors y On the Town in The Palm Beaches with Frank Licari.
En 2017, Licari se trasladó a la dirección de cine y televisión, con créditos que incluyen la serie de televisión A Date with Aaditi y Festive Cooking with Maneet. También ha dirigido videos musicales para Jose Feliciano y el grupo de chicas The Glo Up Girls. Además de su trabajo como director y productor, Licari ha sido el director del The Palm Beaches Student Showcase of Films Award Show desde 2012.
En 2022, Licari fue productor ejecutivo de dos bio-documentales, Jose Feliciano - Detrás de esta guitarra e Ice Ice Baby - 1er éxito global de Hip Hop.

## Premios y nominaciones
Frank Licari ha recibido y ha sido nominado a varios premios.  
| Year        | Category                | Nominated work                                                                      | Result                               |
| 2020        | Nashville Film Festival | Gibson Music Films/Music City Competition Jose Feliciano: Behind This Guitar (2022) | Shared with: Helen Murphy            |
| 2009        | Addy Award Winner       | West Palm Beach Business Development Board Commercial Campaign                      | Gold                                 |
| 2017        | Telly Award             | Parmiggiano Reggiano Commercial Campaign with Spit-Ball Advertising                 | Producing Award                      |
| 2019 & 2022 | Emmy-Nominated host     | On The Town in the Palm Beaches                                                     | Nomination for Best Magazine Program |

## Filmografía
Frank Licari ha aparecido en algunas películas.

### Películas
| Year | Title                                                  | Role                                       | Notes                                                                  |
| 1993 | The Secret Life: Jeffrey Dahmer                        | Himself                                    | Production Assistant - uncredited                                      |
| 1996 | Trigger Happy                                          | Vic's Rough House Gang Member (uncredited) |                                                                        |
| 1997 | The Devil's Advocate                                   | Juror (uncredited)                         |                                                                        |
| 1998 | Celebrity                                              | Camera Man (uncredited)                    |                                                                        |
| 2000 | Red Lipstick                                           | Lucky                                      | Assistant Fight choreographer                                          |
| 2003 | Letters from the Dead                                  |                                            |                                                                        |
| 2004 | The Fallen                                             | Pipino                                     |                                                                        |
| 2004 | The Gothic Line                                        | Pepino                                     |                                                                        |
| 2007 | Film Contest?                                          | Mike Kantz                                 | Associate Producer - as Frank A. Licari                                |
| 2010 | The Final Sacrifice                                    | Pepino                                     |                                                                        |
| 2010 | House of Heartbreak                                    | C                                          | Producer                                                               |
| 2013 | Kundalini                                              | Himself                                    | Associate Producer                                                     |
| 2013 | Krissy Belle                                           | Reminton (Voice)                           |                                                                        |
| 2014 | Secrets of the Magic City                              | Officer Gomez                              |                                                                        |
| 2015 | Walt Before Mickey                                     | George Winkler                             | Associate Producer, Executive in charge of Casting, Additional Writing |
| 2015 | Papa Hemingway in Cuba                                 | Sal                                        |                                                                        |
| 2016 | On Your Street                                         | Rob                                        |                                                                        |
| 2016 | The Final Sacrifice                                    | Pepino                                     |                                                                        |
| 2017 | American Made                                          | DEA Agent #1                               |                                                                        |
| 2017 | Boyfriend Killer                                       | Nathan Kellers                             |                                                                        |
| 2019 | The Palm Beaches Student Showcase of Films             | “Himself as Writer & Director”             |                                                                        |
| 2020 | Jose Feliciano the Chain                               | Himself                                    | Editor, Producer, Director                                             |
| 2021 | Spiral: From the Book of Saw                           | Emmerson                                   |                                                                        |
| 2022 | The Final Sacrifice: Directors Cut                     | Pipino                                     |                                                                        |
| 2022 | Rock Your Glo: A Glotivation Story                     |                                            | Producer                                                               |
| 2022 | Jose Feliciano: Behind This Guitar                     |                                            | Executive Producer, Director, Writer                                   |
| 2022 | Ice Ice Baby - Vanilla Ice - Hip Hop's First Global #1 |                                            | Executive Producer, Director & Writer                                  |

### Televisión
| Year       | Title                                                                     | Role                                                | Notes |
| 1990-      | Law & Order                                                               | Victim’s Brother (uncredited)                       | Episode: " Remand " 1996 |
| 1997-1998  | Dellaventura                                                              | Santo                                               | Episode: " Fathers " 1997 |
| 2012       | Burn Notice                                                               | Guard Hill                                          | Episode: Scorched Earth (2012) |
| 2013       | Untitled Bernard Salzmann Project                                         | Ramon                                               | |
| 2013-2014  | Graceland                                                                 | Deputy Director                                     | Episode: "Pawn” (2013) “The Line” (2014) “Magic Number” (2014) |
| 2014       | BTC Starmaker: Bahamas                                                    | Himself (Producer, Writer)                          | Episode: “Finale” (2014) – Producer, Writer “The Recap” (2014) – Producer, Writer “The Finale Finish” (2014) – Producer, Writer “Death of a Salesman” (2014) – Producer, Writer “Wake Up” (2014) – Producer, Writer “Say My Name” (2014) – Producer, Writer “Casting Episode” (2014) – Producer |
| 2015       | Nashville                                                                 | Anesthesiologist                                    | Episode: Before You Go Make Sure You Know |
| 2015       | Webseries                                                                 | “Dodge” “Himself as Associate Producer”             | Episode: “The Premiere” (2015) - Dodge, Associate Producer “The Post Production” (2015) - Dodge, Associate Producer “The Shoot: Act III” (2015) - Dodge, Associate Producer “The Shoot: Act II” (2015) - Dodge, Associate Producer “The Shoot: Act I” (2015) - Dodge, Associate Producer “The Cast” (2015) - Dodge, Associate Producer “The Crew” (2015) - Dodge, Associate Producer “The Money” (2015) - Dodge, Associate Producer “The Idea” (2015) - Dodge, Associate Producer |
| 2015       | A Job. A Wife. A Life                                                     | Marvin                                              | Episode: “Religion or. Is There Anything Out There?” “Birthday” “Jealousy” “Health” “Money” |
| 2016       | Bloodline                                                                 | Man # 1                                             | Episode: "Part 21” |
| 2016-2017  | Stark Naked                                                               | Dr. Ritter “Himself as Associate Producer”          | Episode: "The Bad News” (2016) “The Date” (2016) “The Good News” (2017) “The Return” (2017) - “The Offer” (2016) - “The Webcam” (2016) - “The Date” (2016) - “The Audition” (2016) - “The Office” (2016) - “The Bad News” (2016) |
| 2017       | Date with Aaditi                                                          | “Himself as Producer, Writer”                       | |
| 2017- 2020 | On the Town in The Palm Beaches on PBS                                    | “Himself as Co-Producer”                            | 18 Episodes |
| 2018       | Blue Bloods                                                               | Christopher Mancuso                                 | Episode: "The Brave" (2018) |
| 2018       | Brawl for It All                                                          | “Himself as Executive Producer & Writer”            | |
| 2018       | The Residents                                                             | Reynolds                                            | Episode: “Comrades in Arms” (2018) |
| 2018       | Click Flirt Love                                                          | “Himself as Writer, Production designer & Director” | Episode: “Bhumi and Rasel“ - “Soumya Sherma & Arjun Bala” - “Rhadika & Amish” |
| 2018       | Jessica Jones                                                             | Tabloid #1                                          | Episode: “AKA God Help the Hobo” (2018) |
| 2019       | Festive Cooking with Maneet                                               | “Himself as Writer, Producer & Director”            | |
| 2019       | Festive Cooking with Maneet                                               | “Himself as Producer”                               | |
| 2020-2021  | Jose Feliciano's Feliz Navidad 50th Anniversary Global Livestream Concert | “Himself as Editor, Producer & Director”            | |
| 2020       | Meaningless Debate                                                        | Guest                                               | Collins vs. Licari |
| 2020-2021  | Comedy Doctors                                                            | “Himself as Producer”                               | Episodes: “Kroeger, Mosey & Roach” (2021) “Allen, Cope & Rogell” (2021) “Benny, Chunn & McHugh” (2021) “Glazer, Rubino & Voronina” (2020) “Collins, Collins & O'Hurley” (2020) “DeVito, Rogell & Sialiano” (2020) “Marino, Overton & Ramey” (2020) “Lara, Shaw & Shea” (2020) “Collins, Hunter & Palumbo” (2020) “Capo, Shoemaker & Shubert” (2020) “Cleese, Hankin & Robinson” (2020) “Bey, Manzelli & Turner Jackson” (2020) “Cotter, Schultz & Small” (2020) “Allen, Collins & Shriner” (2020) “Brill, Grooms & Voronina” (2020) “Furman, Ploch & Thomas” (2020) “Ku, Pizzi & Slayton” (2020) “Cope, Croonquist & Miller” (2020) |
| 2020-2022  | The Hardy Boys                                                            | Dean McFarlane                                      | Episode: "In Plain Sight" (2020) “A Figure in Hiding” (2020) “Heading for Destruction” (2022) “A Midnight Scare” (2022) |
| 2021-      | Mayor of Kingstown                                                        | Special Agent Song                                  | Episode: "Never Missed A Pidgeon (2023) "Five at Five (2023) |
| 2017-      | The Chosen                                                                | Machir                                              | Episode: "Ears To Hear" (2023) "Sustenance" (2023) |
| 2008-      | Murdoch Mysteries                                                         | Garrett Larue                                       | Episode: "Mrs. Crabtree's Neighborhood (2024) |

### Videos musicales
| Year | Title             | Staring                                                      | Note                  |
| 2021 | Give a Little GLO | McKenzi Brooke Madi Filipowicz Sicily Rose Dai Time          | F. Licari as Producer |
| 2022 | Rock Your GLO!    | Robyn Johnson Abigail Zoe Lewis Malikah Shabazz Liliana Tani | F. Licari as Producer |